# Olstad-Gletscher
Der Olstad-Gletscher (norwegisch Olstadbreen) ist ein stark zerklüfteter Gletscher an der Westküste der antarktischen Peter-I.-Insel. Er mündet 3 km südlich des Tofte-Gletschers in die Bellingshausen-See.
Das Walfangschiff Odd I in diensten des norwegischen Walfangunternehmers Lars Christensen umkreiste die Peter-I.-Insel erstmals im Januar 1927. Christensens Schiff Norvegia diente im Februar 1929 zu einer Erkundung der Insel. Namensgeber des Gletschers ist der norwegische Zoologe Ola Olstad (1885–1969), der an den zwei ersten Antarktisfahrten der Norvegia (1927–1928 unter Kapitän Harald Horntvedt (1879–1946) und 1928–1929 unter Kapitän Nils Larsen (1900–1976)) nach Südgeorgien, zu den Südlichen Shetlandinseln und zum Palmer-Archipel teilgenommen hatte.